# Schönberg (powiat Mühldorf am Inn)
Schönberg – miejscowość i gmina w Niemczech, w kraju związkowym Bawaria, w rejencji Górna Bawaria, w regionie Südostoberbayern, w powiecie Mühldorf am Inn, wchodzi w skład wspólnoty administracyjnej Oberbergkirchen. Leży około 12 km na północny zachód od Mühldorf am Inn.

## Dzielnice
- Aspertsham
- Schönberg

## Demografia
| Rok  | Liczba mieszk. |
| ---- | -------------- |
| 1970 | 966            |
| 1987 | 909            |
| 2000 | 941            |
| 2005 | 934            |

### Struktura wiekowa
Dane o ludności z 31 grudnia 2008:
| Opis                                | Ogółem | Ogółem | Kobiety | Kobiety | Mężczyźni | Mężczyźni |
| ----------------------------------- | ------ | ------ | ------- | ------- | --------- | --------- |
| Jednostka                           | osób   | %      | osób    | %       | osób      | %         |
| Populacja                           | 914    | 100    | 428     | 46,83   | 486       | 53,17     |
| Wiek przedprodukcyjny (0–17 lat)    | 184    | 20,13  | 86      | 9,41    | 98        | 10,72     |
| Wiek produkcyjny (18–65 lat)        | 566    | 61,93  | 249     | 27,24   | 317       | 34,68     |
| Wiek poprodukcyjny (powyżej 65 lat) | 164    | 17,94  | 93      | 10,18   | 71        | 7,77      |

## Polityka
Wójtem gminy jest Alfred Lantenhammer z CSU/FWG, rada gminy składa się z 8 osób.
|      | CSU/FWG | SPD | WGA | PWF | SPD/PWG | Razem |
| 2008 | 4       | -   | -   | 2   | 2       | 8     |
| 2002 | 4       | 1   | 2   | 1   | -       | 8     |

## Oświata
W gminie znajduje się przedszkole (50 miejsc) oraz szkoła (11 nauczycieli).